# Geschichte von Stockum (Witten)
Die Geschichte von Stockum, das heute als Stadtteil Stockum zur Stadt Witten gehört, ist über die Jahrhunderte hinweg von verschiedensten Spannungsfeldern und Interessenlagen geprägt. Dabei ist die Geschichte eng mit dem heute zu Bochum gehörenden Stadtteil Langendreer verbunden, mit dem Stockum zeitweise das  Amt Langendreer bildete. Dennoch wurde Stockum im Zuge der Kommunalreform von 1929 der Stadt Witten zugeordnet.

## Allgemeiner historischer Überblick
Die erste überlieferte urkundliche Erwähnung Stockums datiert auf das Jahr 882. In der Werdener Urbare wird ein Ort namens villa stochem erwähnt, in dem sich abgabepflichtige „freie Bauern“ aus dem Brukterergau ansiedelten. Der Name Stochem (Stock-Heim) stammt aus dem fränkischen Sprachraum. Der Ort ist höchstwahrscheinlich unter Karl dem Großen angelegt worden. Im Bereich des Hofes Schulte-Niermann (Stockumer Bruch/Tiefendorf) befand sich eine Wasserburg eines fränkischen Ritters, der sich op der Heyde nannte.
Diese frühe Bedeutung des Ortes erklärt sich auch durch die ausgedehnten Ländereien zum gemeinsamen Gebrauch. Die Stockumer Mark, die sich bis nach zum Wartenberg und Gedern bis an die Ruhr erstreckte, wurde erst Anfang des 19. Jahrhunderts nach fast hundertjährigen Streitereien in Einzelbesitztümer aufgeteilt.
Die einzelnen Stockumer und Dürener Höfe waren verschiedenen Grundherren abgabenpflichtig. Stockum und Düren wurden über die Jahrhunderte immer als eng verbunden angesehen. Von 1850 bis 1929 gehörten sie dem Amt Langendreer an, im Zuge der Gemeindereform von 1929 wurden Stockum und Düren Stadtteile von Witten. Kirchlich gehörte Stockum-Düren seit der 1. Jahrtausendwende zum Kirchspiel Lütgendortmund und wurde erst 1906 selbständige Gemeinde, obwohl seit 1855 ein eigener Friedhof bestand und 1902 die evangelische Kirche eingeweiht wurde.

## Das Mittelalter
Durch Erbteilung und Neuansiedlungen entstanden im Mittelalter kleinere Höfe: Kotten, die den Vollbauern meist abgabenpflichtig waren. So verteilte sich die Abgabenlast der großen Höfe. Im 11. Jahrhundert gliedert sich ein Meyer- oder Schultenhof aus, der in den niederen Adel aufsteigt (Schulte auf dem Hofe). So ist ein Gotfriedus de Stochem 1270 bis 1289 Freischöffe der Grafschaft Dortmund und 1335 ein Berrent van Stochem, Freischöffe des Dortmunder Freigerichtes. Es gibt Hinweise darauf, dass eine der Gerichtsstätten des Freigerichtes („tho deme stene op der heyde“) sich bei Stockum befand. Der Schultenhof hing später eng mit dem Rittersitz zur Heide zusammen und sank in seiner Bedeutung wieder zu einem Bauernhof herab. Der Rittersitz zur Heyde wiederum geriet in Konflikt mit seiner Verbunden- und Abhängigkeit nach Dortmund und zum Lehnsherrn, dem Grafen von der Mark, besonders während der Großen Dortmunder Fehde 1388/89. Hierbei wurde der gesamte Ort niedergebrannt und verwüstet.

## 15. Jahrhundert
Auch in den Fehden 1423/24 wurde der Ort völlig zerstört.
Zwischen 1417 und 1461 herrschte in der Grafschaft Mark ein Bruderkrieg um das Erbe und die Herrschaft im Lande. Kaiser Sigismund griff nicht ein, sondern stand mal auf der Seite Herzog Adolfs von Kleve, dann wieder belehnte er Gerhard von der Mark mit der Herrschaft. 26 Orte wurden in der Zeit bis 1437 verwüstet, auch Stockum-Düren. 1444/49 herrschte die Soester Fehde. Schließlich endete der Bruderstreit mit dem Tode Gerhards 1461 in Schwerte.
Als gegen Ende des 15. Jahrhunderts der Herzog mit einem Heer gegen Nimwegen zog, sollte Stockum einen Heerwagen und vier Knechte stellen, doch die Bauern verweigerten den Befehl und sandten nur zwei Knechte.

## 16. Jahrhundert
1586 verwüsteten spanische Truppen des Heerführers La Berlotte den Ort. Man weiß heute, dass bereits in dieser Zeit in Stockum nach Kohle gegraben wurde. Dies geht auf das Kirchbuch von Lütgendortmund zurück, in dem sich 1599 der Eintrag findet: „Kruse im kolberg tot geblieben!“ Dieser Kruse war in seinem Stollen verschüttet worden, als die Strecke zusammenbrach. Hiervon wurde noch lange erzählt, nämlich dass die Bergleute seinen Geist später beim Kohleschürfen noch rufen hörten: „Richt dall im Koüllerskämpken“, was heißen soll, dass er (Kruse) in der zusammengebrochenen Strecke läge.

## 17. Jahrhundert
1609 starb der letzte Klevisch-Märkische Landesherr, und das Gebiet fiel nach kurzen Streitigkeiten an das Kurfürstentum Brandenburg.
Die Grafschaft Mark und damit auch Stockum war bereits 1570 protestantisch geworden, das Gebiet war aber zum großen Teil von katholischen Ländern umgeben. Dazu lag Stockum noch an einer damals wichtigen Heerstraße. So wurde der Ort im Dreißigjährigen Krieg entsprechend mitgenommen.

### Dreißigjähriger Krieg
1627/28 plünderten hier kaiserliche Truppen, 1629 zogen sie ab, 1631 hausten hier Pappenheimische Söldner, die wiederum von den Schweden vertrieben wurden. 1635 waren niederländische Truppen hier und 1636 wieder kaiserliche. Dazu wütete noch die Pest. Der Frieden von 1648 brachte kaum Erleichterung. Die Höfe waren geplündert, die Felder verbrannt und die Bevölkerung durch Mord und Pest dezimiert. Der brandenburgische Landesherr bestimmte, dass ein Brautpaar vor der Trauung sechs Obstbäume und sechs Eichen zu pflanzen habe. Dies sollte zur Erholung des verwüsteten Landes beitragen.

## 18. Jahrhundert
1701 wurde Brandenburg zum Königreich Preußen, Stockum war nun preußisch.
Der Siebenjährige Krieg 1756 bis 1763 brachte wieder Kriegselend. So zogen am 25. April 1755 1400 französische Soldaten auf dem Weg nach Dortmund durch Stockum. Aus der Zeit unmittelbar nach dem Siebenjährigen Krieg gibt es 1667 verlässliche Angaben über eine Schule im Stockum: der Lehrer war Henricus Ebelius, danach Mathias Dörhof. Auch wird berichtet, dass die Bauern zu dieser Zeit die Notwendigkeit des Schulbesuchs keineswegs einsahen und die Kinder lieber als Hilfen auf dem Hof hatten. Es wird vermutet, dass die Schule bereits bei der 1533 von Kleve aus befohlenen Schulvisitation bestand, die Urkunden hierzu im Staatsarchiv Münster sind aber noch nicht ausgewertet.
1768 wurde mit der Aufteilung der Stockumer Mark an die Markberechtigten begonnen. Zum Abschluss gebracht wurde diese von vielfachen Streitereien begleitete Angelegenheit erst 1842.
Ende des 18. Jahrhunderts zogen plündernde und marodierende Räuberbanden durch diese Gegend, denen erst 1801 das Handwerk gelegt werden konnte. So mancher einzeln liegende Hof wurde von ihnen ruiniert.
Von 1752 an wurde in Stockum planmäßig in Zechen Kohle abgebaut, 1913 wurde dann mit dem Schacht Düren der Zeche Vereinigte Hamburg und Franziska (ehem. Zeche Ver. Wallfisch) die letzte Zeche in Stockum geschlossen. Nach dem Zweiten Weltkrieg gab es dann noch einmal für ein paar Jahre einige Kleinzechen aufgrund der herrschenden Kohlennot.
1790 wurde die heutige Hörder Straße als Chaussee ausgebaut, die Arbeiten wurden von den Anwohnern ausgeführt. 16 Jahre später zog Napoleon darauf gen Osten. Jerome, genannt „König Lustig“, regierte bis 1813 das Königreich Westphalen. Stockum hat zu dieser Zeit mit Düren zusammen etwa 410 Einwohner.

## 19. Jahrhundert
Zwischen 1803 und 1905 fuhren Postkutschen regelmäßig vom Crengeldanz über Stockum nach Hörde. Bei der Wirtschaft, die heute „Zum Fuhrmann“ heißt, wurde Station gemacht. Hier war auch ein Schlagbaum, und es musste Wegezoll entrichtet werden. Aus dem Jahr 1823 stammt auch der älteste Katasterplan des Dorfes, der zum ersten Mal klar und deutlich Lage und Größe der Grundstücke, Höfe und Kotten zeigt. Durch die fortschreitende Industrialisierung der umliegenden Städte und den steigenden Kohleabbau am Ort selbst wuchs die Bevölkerung Stockum-Dürens zusehends:
| Jahr                 | 1843 | 1858 | 1871 |
| Anzahl der Einwohner | 512  | 793  | 1308 |

Ab 1840 begann das Dorf, sich entlang der Hörder Straße auszudehnen. 1866 wurde hier die heute noch bestehende Harkort-Schule gebaut und danach mehrfach erweitert. 1850 wurde das Amt Langendreer mit den Dörfern Langendreer, Stockum, Düren, Somborn und Werne selbständig.

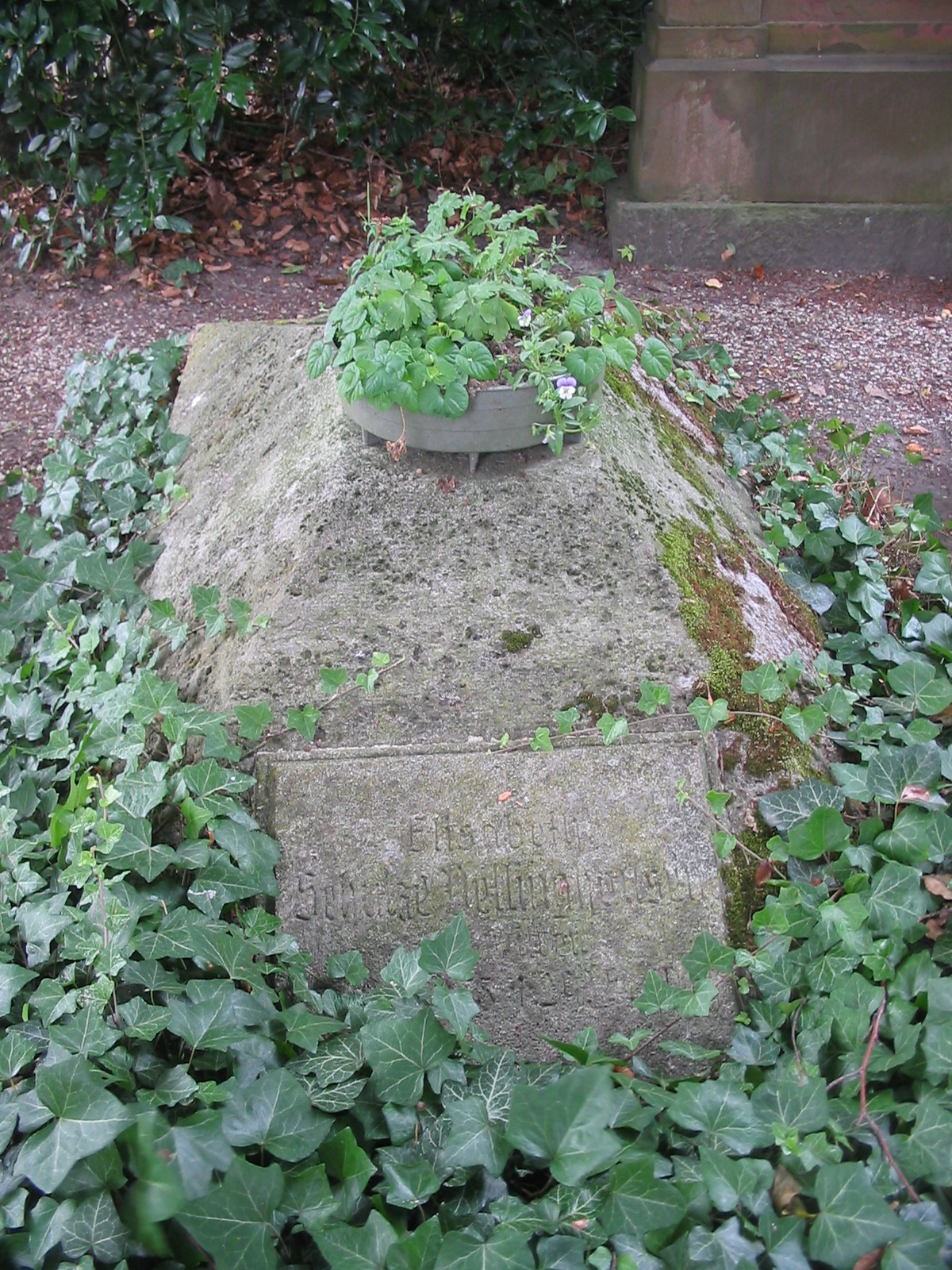
Friedhof Witten-Stockum, Grabmal Elisabeth Schulze-Vellinghausen, vermutlich von Bildhauer Benno Elkan

1857 wurde der Stockumer Gutsbesitzer Schulze-Vellinghausen Amtmann dieses Amtes; er verlegt das „Amt Langendreer zu Stockum“ auf den Gerdeshof nach Stockum bis zum Jahre 1900.
1868 gab es auf der Zeche Neu-Iserlohn ein Grubenunglück durch schlagende Wetter; 81 Bergleute kamen ums Leben, darunter sieben aus Stockum.
Das Dorf blieb nun zwar etliche Jahre von direkten kriegerischen Auseinandersetzungen verschont, aber im Krieg gegen Frankreich 1870/71 kämpften auf preußischer Seite auch Männer aus Stockum; vier fielen in Frankreich.
1877 wurde der Bahnhof Stockum auf Dürener Gebiet gebaut. Der Personenverkehr wurde 1971 auf der Strecke eingestellt, der Bahnhof war schon einige Jahre vorher abgerissen worden.
1883 wurde die erste Poststelle im Haus Gröpper eingerichtet. 1899 folgte die Gründung einer Freiwilligen Feuerwehr, Stockum und Düren bilden einen Löschverband. 1900 wurde das Amt Langendreer wieder nach Langendreer verlegt und im Haus Middeldorp untergebracht, bevor man 1901 das neue Amtshaus fertiggestellte. In Stockum verblieb die Gemeindeverwaltung für Stockum/Düren, Krone, Kaltehardt und Somborn, in einem kleinen Haus an der Ecke Hörder Straße / Pferdebachstraße. Untergebracht waren dort auch Standesamt, Ordnungsamt, eine Steuerstelle, der Schiedsmann und eine Gefängniszelle.

## 20. Jahrhundert

### 1900 bis zum Ende des Zweiten Weltkriegs

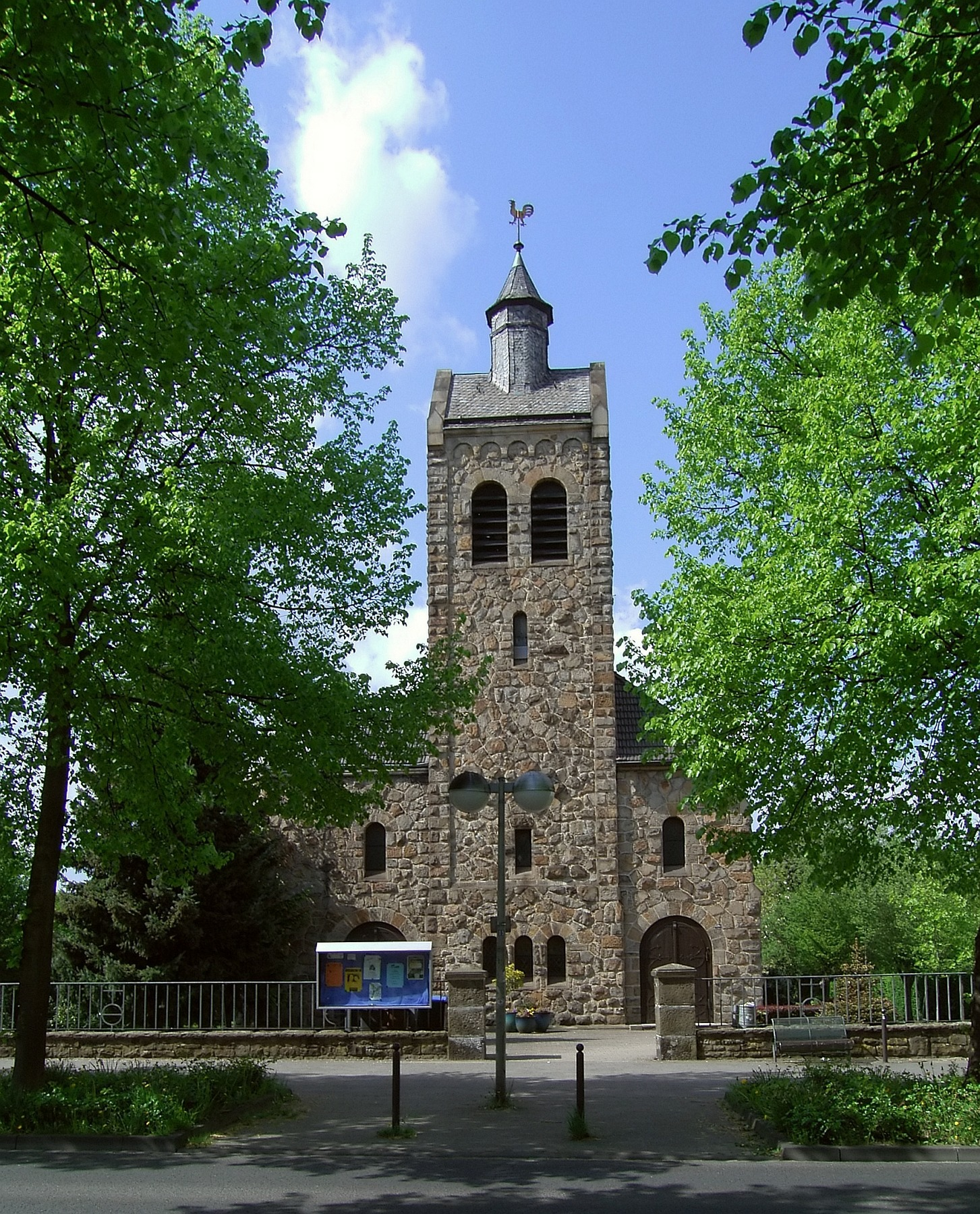
Evangelische Kirche Stockum

Am 4. März 1901 erfolgte der erste Spatenstich zum Bau der evangelischen Kirche. Am 22. September 1902 wurde der Grundstein für die katholische Kirche gelegt. 1905 wurde die evangelische Gemeinde Stockum unabhängig von Lütgendortmund.
Bei einem Brand auf der Zeche Borussia in Oespel-Kley am 11. Juli 1902 kamen acht Bergleute aus Stockum ums Leben.
Das Dorf Stockum/Düren hatte nun 3736 Einwohner. Am 28. November 1906 explodierte das Roburitwerk in Annen, 40 Menschen starben. Die obdachlos gewordenen Menschen wurden auch in Stockum in den Schulen und den Sälen der Gaststätten untergebracht.
1909 wurde ein Wasserturm mit 10.000 Kubikmeter Fassungsvermögen gebaut. Im Ersten Weltkrieg 1914–1918 kämpften aus Stockum/Düren ca. 500 Soldaten, 168 davon fielen.
Im November 1918 zogen tagelang heimkehrende Truppen durch das Dorf. Im März 1920 fand der Kapp-Putsch statt, im Ruhrgebiet bildete sich gegen die aufständischen Freikorps und Reichswehr die Rote Ruhrarmee. Auch sozialistisch-kommunistische Arbeiter aus Stockum bewaffneten sich. An der Gaststätte Steffen an der Ecke Pferdebach / Hörder Straße wurde ein Schlagbaum errichtet und von den bewaffneten Arbeitern mit aufgepflanztem Bajonett bewacht. Später fielen noch zwei Stockumer bei Kämpfen mit der Reichswehr im Raum Schwerte.
Die Verwaltungsstelle wurde am 15. Juni 1925 in die Harkort-Schule verlegt. Im Dorney wurde auf der Freilichtbühne durch die Theatergruppe der Naturfreunde Die Hermannschlacht von Heinrich von Kleist aufgeführt.
Eine Turnhalle wurde 1928 gebaut. 1929 erfolgte die Eingemeindung nach Witten. Deshalb wurden zuerst einige Straßen umbenannt, weil es dieselben Straßennamen bereits in Witten gab. Die Gemeindevertretung wurde aufgelöst, eine Verwaltungsstelle mit Standesamt verblieb jedoch in der Harkort-Schule.
Die Zeit des Nationalsozialismus hinterließ auch in Stockum ihre Spuren, obwohl weder die Ereignisse der Pogromnacht 1938 noch die Bombenangriffe im Zweiten Weltkrieg die gleichen Ausmaße erreichten wie in den größeren Städten der Umgebung.
In Stockum gab es ein von jüdischen Bürgern geführtes Geschäft, das in der Nacht vom 9. November 1938 von einem Haufen SA-Männer geplündert und zerstört wurde. Der Haufen hatte offenbar mit dem einen Laden noch nicht genug: Die SA-Männer beschlossen, die Arbeitersiedlung an der Pferdebachstraße, in der viele Kommunisten wohnten, mit ihren Fackeln in Asche zu legen. Vor den Häusern stellte sich ihnen aber mit gezogener Pistole der Ortsgruppenleiter der NSDAP entgegen und drohte jeden zu erschießen, der es wagen sollte zu brandschatzen. So zogen die SA-Männer wieder ab.
Innerhalb des Dorfs sorgte nach 1933 der Kirchenkampf für eine große Kluft zwischen den Bürgern. Während der eingesessene Pfarrer hinter der nationalsozialistischen Politik stand, gingen viele Gemeindemitglieder zu den freien Christen der Bekennenden Kirche; es entstanden zwei Gemeinden mit allen Kirchenämtern nebeneinander. Die Narben dieser Spaltung begannen erst nach über vierzig Jahren zu verblassen.
Im Mai und November 1943 fielen in Stockum die ersten Bomben, allerdings nicht gezielt. Es handelte sich wohl um Notabwürfe auf die den Bomberpiloten als Ausweichziele zugewiesenen Flakstellungen um den Ort.
Im Juli 1943 wurden 37 Stockumer Kinder nach Lauda in Baden verschickt. Genaue Zahlen sind nicht bekannt, aber etwa 500 Stockum-Dürener nahmen als Soldaten, Flakhelfer etc. am Krieg teil. Die Zahl der Gefallenen und Vermissten war etwa so groß wie im Ersten Weltkrieg.
Beim großen Luftangriff auf Witten am 12. Dezember 1944 schlug auch eine Bombe in das Haus Am Katteloh 90 ein und tötete den Berginvaliden Schöpp. Zwei weitere Häuser wurden durch Bomben völlig zerstört, Haus Schrumpf an der Dorneystraße und Haus Möhle an der Pferdebachstraße. Am 8. März 1945 fielen acht Frauen und ein Kind einem Bombenangriff auf die Zeche Siebenplaneten zum Opfer, am 18. März 1945 starben elf Personen.
Nach dem 18. März 1945 hörten die Bombenangriffe auf, dafür machten Tiefflieger Jagd auf alles, was sich bewegte. Der Ort befand sich nun im Ruhrkessel, und General Walter Model hatte in Bommern sein Hauptquartier. Am 9. April 1945 hatte sich die US-Armee von Norden her bis nach Somborn vorgearbeitet, und am 10. April begann ein Artillerieduell um Stockum. Morgens um 6 Uhr war nach einer halben Stunde wieder Stille, aber sieben Stockumer und ein französischer Kriegsgefangener hatten ihr Leben lassen müssen, ein Mädchen war schwer verwundet in den Stollen im Siepen geschafft worden und wurde dort später von US-amerikanischen Ärzten behandelt.
Nachdem die Artillerie den Beschuss eingestellt hatte, blieb es zunächst ruhig. Aus Witten kamen Männer von der Stadtverwaltung mit Lastwagen und räumten noch in aller Eile ein Textillager, das im Saal von Blanke (heute Schlecker) eingerichtet war.
Im weiteren Verlauf des Tages rückten dann die US-Armee, von Somborn und Oespel kommend, durch das Dorf vor, weiter nach Witten und zum Schnee. Der NSDAP-Ortsgruppenleiter von Stockum war zunächst noch nach Bommern geflohen und erschoss sich dort.

### 1945 bis 1970
Am 11. April 1945 wurde das Dorf befreit. In den Häusern Himmelohstraße 3 sowie Hörder Straße 289, 290, 293, 297 und 377 mussten sofort 55 Räume für die Besatzungsmacht bereitgestellt werden.
Durch die vielen Fremdarbeiter, Kriegsgefangenen, aber auch durch Deutsche kam es überall zu Plünderungen. Die Alliierten bemühten sich, die Ausländer so schnell wie möglich in die Heimatländer zurückzuführen. Am 7. Juni 1945 zogen die US-Amerikaner wieder ab, und die Briten übernahmen die Besatzung.
Am 26. Juni 1945 wurde der Dürener Bauernhof von Wilhelm überfallen und der Bauer, die Wirtschafterin, ein 17-jähriger Gehilfe, ein 15-jähriges Mädchen sowie ein zufällig anwesender Maurer wurden ebenso erschossen wie ein ehemaliger Soldat. Vor dem Haus lag der erschlagene Schweinemeister. Der Verwalter überlebte nach längerem Krankenhausaufenthalt. Die Täter wurden nie ermittelt. Zu diesem Zeitpunkt gab es noch keine Polizei, sondern nur sogenannte „Knüppelwehren“. Am 10. Juli gab es neue Einquartierungen durch die Briten.
Die nächste Zeit war durch Hunger gekennzeichnet. Die Bauern verpachteten für wenig Geld etliche „Sechziger“ (ca. 250 m²) an die Bürger, damit eine Versorgung mit selbst angebauten Gartenfrüchten erfolgen konnte. Jeder Wohnraum war überbelegt mit Flüchtlingen und Ausgebombten. Ab 22 Uhr herrschte Ausgangssperre. Die Wasserleitungen waren zerstört, glücklicherweise gab es in Stockum aber noch Brunnen, sodass die Wasserversorgung gewährleistet war. Die Brennstoffnot wurde gemildert, indem im Stockumer Siepen der ehemalige Luftschacht der Zeche Wallfisch wieder geöffnet wurde. Nach und nach gab es im Ortsgebiet noch mehrere Kleinzechen, die aber größtenteils Anfang der 1960er Jahre wieder stillgelegt wurden.
Bis Anfang der 1960er Jahre änderte sich im Dorf kaum etwas, die Bevölkerung sank auf 3200 Einwohner im Jahr 1965. Dann begann für Stockum eine neue Zeit. Die nächsten 25 Jahre wurden immer wieder Neubaugebiete ausgewiesen; viele Menschen zogen nach Stockum. 50 Hektar Ackerland wurden mit Häusern und Straßen zugebaut. Stockum wandelte sich so von einem Haufendorf über ein Straßendorf nun zu einem breit gefächerten Wohndorf. Industriebetriebe siedelten sich in Stockum bis jetzt nicht mehr neu an, die Unternehmen Geissler (Blankstahl), Handtke-Wiros (Edelstahlbleche) und Wellershoff (Flachglas) sind alteingesessen. Dafür kamen in den 1970er Jahren größere Handwerks- und Dienstleistungsbetriebe nach Stockum.

### 1970 bis zur Gegenwart
In den 1960er Jahren verschwanden auch nach und nach die Zechen im Einzugsbereich von Stockum. Anfang der 1970er Jahre begannen aber auch die Stockumer, die Bebauungspläne der Stadt Witten kritisch zu sehen. So bildete sich 1972 eine Initiative gegen eine geplante neue „Stockumer Mitte“ mit Hochhäusern. Bei Bauarbeiten an der Hörder Straße wurde am 10. April 1972 ein vorgeschichtlicher Knüppeldamm aus Eichenstämmen freigelegt. Am 19. Oktober 1972 wurde in der Dürener Zeche Ringeltaube die letzte Schicht gefahren; damit endete die aktive Bergbauzeit in Stockum/Düren nach 400 Jahren.
Im gleichen Jahr wurde auf Dürener Gebiet eine Müllumladestation gebaut. Dort werden seitdem die Restabfälle der Stadt zusammengepresst und in Containern zur Emscher-Deponie gebracht.
1980/81 wurde die alte katholische Kirche abgebrochen und eine neue Kirche mit Gemeindezentrum errichtet. Ebenfalls 1980 wurde die 1928 gebaute Turnhalle abgebrochen. Dem alten Schachtgebäude der Zeche Wallfisch drohte der Abriss, doch es konnte erhalten bleiben und ist heute eines der ältesten Zechengebäude dieser Art.